# CinePaint
CinePaint es un editor de gráficos rasterizados de código libre, usado principalmente para el retoque de fotogramas en secuencia (películas). Permite mayor fidelidad de color que las herramientas comunes de pintura. Opera con formatos de archivo de alta fidelidad como DPX, 16-bit TIFF y OpenEXR, además de formatos convencionales como JPEG y PNG. El objetivo del programa, o conjunto de programas, es que sirva para editar fotogramas secuenciales en operaciones como eliminar ruido, retocar animaciones 3D y pequeños cambios en el color y saturación de la imagen. 
Fue desarrollado basándose en la versión 1.0.4 de GIMP. Entre los años 1999 y 2001, gozó de cierto éxito como una de las primeras herramientas de código abierto desarrolladas para efectos visuales de imágenes en movimiento y trabajos de animación en el ámbito de la producción cinematográfica. Cinepaint, antes conocido como FIlm GIMP, se distribuye bajo la licencia GNU General Public License.
Actualmente si bien el programa sigue activo para cualquiera, su desarrollo se encuentra pausado de forma indefinida. 

## Alcance
Cinepaint ha sido utilizado en películas tales como Scooby-Doo, Harry Potter y la piedra filosofal, El último samurái, Stuart Little, Looney Tunes, The League of Extraordinary Gentlemen, Hammerhead, Showtime, Blue Crush, 2 Fast 2 Furious, Dr. Dolittle 2, Little Nicky, El Grinch, El planeta de los simios y Spider-Man, entre otros.

## Características
Las características que diferencian a CinePaint de su predecesor son un administrador de cuadros, el manejo de transparencias y la capacidad de operar con píxeles en formato de 16 bits en coma flotante para imágenes de alto rango dinámico. Ofrece además soporte para flujos de trabajo a 16 bits en coma fija para su uso en edición fotográfica estándar e impresión, paletas CIELab y edición CMYK, y acepta los formatos Cineon, DPX y OpenEXR. 

## Portabilidad
CinePaint se encuentra actualmente disponible para sistemas operativos de la familia Unix, tales como GNU/Linux, BSD y Mac OS X e IRIX. Las nuevas versiones de CinePaint se basan en Glasgow, una arquitectura de código completamente innovadora basada en FLTK, con la que se espera que sea posible desarrollar una nueva versión para Windows, ya que las que se encuentran actualmente disponibles para esta plataforma son más antiguas que la actual. Sin embargo, parece que su desarrollo para Windows quedó estancado en 2015.